# Комунистичка омладина Грчке
Комунистичка омладина Грчке (грч. Κομμουνιστική Νεολαία Ελλάδας; грч. ΚΝΕ, КНЕ) је омладинска организација Комунистичке партије Грчке (КПГ). То је марксистичко-лењинистичка организација која првенствено настоји да упозна грчку омладину са политиком КПГ.
Издаје месечни часопис Одигитис (грч. Οδηγητής, „водич“) који делује као Орган Централног савета КНЕ и организује фестивале „Одигитис“ у већини већих градова Грчке.
КНЕ је члан Светске федерације демократске омладине.

## Историја
Одлуку о оснивању КНЕ донео је Политички биро Централног комитета КПГ 22. августа 1968. године. КНЕ је званично основана 15. септембра 1968. године, за време грчке војне хунте 1967–74, као организација омладине са револуционарним и комунистичким карактеристикама.
Она је историјски наставак ОКНЕ (Федерација комунистичких омладинских организација Грчке), свих омладинских организација које су већ учествовале у народној борби у Грчкој, као што су ЕПОН (Уједињена панеленска организација омладине), ДНЕ (Демократска омладина Грчке), Д.Н. "Ламбракис" (Демократска омладина "Ламбракис").
У периоду 1989-1991, дубока криза је потресла КНЕ и КПГ. У јесен 1989. године, не слажући се са учешћем КПГ у владама националног јединства Цаниса Цанетакиса и Ксенофона Золотаса, велика група, укључујући већи део КНЕ под њеним генералним секретаром Јоргосом Грапсасом, одвојила се од КПГ и формирала Нова лева струја (НАР). КПГ, тада део коалиције Синаспизмос, покушала је да распусти КНЕ унутар Омладинске лиге Синаспизмоса. Касније 1991. године, КПГ је напустила коалицију, извршила чистку свих који нису били тврдолинијаши (укључујући 45% централног комитета и генералног секретара КПГ Григориса Фаракоса), и обновила КНЕ уз напоре неколико стотина чланова. У марту 1993. одржан је 6. конгрес организације.
Крајем 2000-их, КНЕ је одлучила да оснује МАС (Фронт студентске борбе) (грч. Μέτωπο Αγώνα Σπουδαστών, ΜΑΣ Metopo Agona Spoudaston), који су коначно основале студентске организације у Атини, 6. новембра 2009. године.

## Конгреси КНЕ
- 1. конгрес (19–22. фебруар 1976)
- 2. конгрес (4–7. април 1979)
- 3. конгрес (14–18. децембар 1983)
- 4. конгрес (1–5. јун 1988)
- 5. конгрес (25–27. јануар 1990)
- 6. конгрес (19–21. март 1993) „Нада је у нашој борби, са КПГ отварамо пут у будућност“
- 7. конгрес (1–4. мај 1997) „Противнапад омладине на империјализам, са КПГ за социјализам“
- 8. конгрес (21–23. децембар 2001) „Динамична омладина у борби са радничком класом и народом, за Фронт, за социјализам“
- 9. конгрес (12–14. мај 2006)
- 10. конгрес (7–9. мај 2010) - „Комунизам је младост света, КНЕ наша организација“
- 11. конгрес (18–21. децембар 2014) - „Пионирска омладина КПГ - борбено на путу за социјалистичко сутра - без криза, ратова, експлоатације“
- 12. конгрес (15-17. фебруар 2019) - „Још више, способнији, крчимо пут за оно што је заиста савремено и младо, за свет „достојан наших снова, и достојан нашег народа“, за социјализам!“
- 13. конгрес (10-12. фебруар 2023) - „Ми смо искра која ће таму претворити у светлост!“

## Списак секретара Централног савета
1. Димитрис Цијарас (1968-1972)
2. Димитрис Гонтикас (1972-1979)
3. Спирос Халвацис (1979-1984)
4. Јоргос Грапсас (1984-1989)
5. Такис Теодорикакос (1989-1991)
6. Никос Софијанос (1991-2000)
7. Темис Гионис (2000-2007)
8. Јанис Протулис (2007-2011)
9. Тодорис Хионис (2011-2015)
10. Никос Абатијелос (2015-2023)
11. Тодорис Коцантис (2023-данас)

## Фестивал Одигитис
Фестивал Одигитис је серија годишњих фестивала које КНЕ организује у већини већих градова Грчке и представља врхунски догађај организације.